# فهرست دانشگاه‌های مکزیک
- موسسه دولتی پلی تکنیک
- دانشگاه خودگردان معتبر پوبلا
- دانشگاه ممتاز سن نیکلاس میچواکان
- دانشگاه علم و هنر چیاپاس
- دانشگاه کولیما
- دانشگاه گواناهواتو
- دانشگاه خونتانارو
- دانشگاه سونورا
- دانشگاه جالیسکو
- دانشگاه گوادالاخارا
- دانشگاه خودگردان خوآرز تاباسکو
- دانشگاه دولتی تعلیم و تربیت (مکزیکو سیتی)